# 1 grosz 1923 KN
1 grosz 1923 KN – próbna moneta okresu złotowego II Rzeczypospolitej, wybita w brytyjskiej mennicy Kings Norton, przy okazji bicia obiegowej monety groszowej z 1923 r.
Moneta została wybita stemplem odwróconym. Nie umieszczono na niej napisu „PRÓBA”. Litery KN na rewersie w rzeczywistości są znakiem mennicy Kings Norton. Została wybita z wykorzystaniem stempli obiegowej monety 1 grosz 1923.

## Awers
Na tej stronie pośrodku umieszczono godło – stylizowanego orła w koronie, po obu jego stronach monogram projektant WJ, a dookoła w otoku napis: „RZECZPOSPOLITA POLSKA”, nad orłem rok: „♦ 1923 ♦”.
Rysunek awersu jest identyczny jak dla monety obiegowej 1 groszy 1923.

## Rewers
Na tej stronie umieszczono cyfrę nominału „1”, po obu jej stronach liście akantu, poniżej napis: „GROSZY” ze stylizowaną literą S, poniżej litery O, w wydłużonej dolnej części litery S, napis: „K N”.
Rysunek rewersu, poza dodatkowymi literami: „K N”, jest zgodny z rysunkiem rewersu obiegowej monety 1 groszy 1923.

## Nakład
Monetę wybito stemplem odwróconym w nakładzie 30 sztuk, w brązie, z rantem gładkim, na krążku o średnicy 14,7 mm, masie 1,5 grama, według projektu Wojciecha Jastrzębowskiego.

## Opis
W drugim dziesięcioleciu XXI w. wśród wszystkich prób II Rzeczypospolitej znanych jest jeszcze 16 innych próbnych wersji obiegowej monety 1 grosz wzór 1923 bitych w:
- brązie
  - 1923 stempel lustrzany,
  - 1930 stempel lustrzany,
  - 1931 stempel lustrzany,
  - 1932 stempel lustrzany,
- mosiądzu (1923 stempel odwrócony),
- złocie
  - 1923,
  - 1927,
  - 1928,
  - 1932,
- niklu (1923),
- srebrze
  - 1925 – znajduje się w kolekcji Muzeum Narodowego w Warszawie,
  - 1927,
- cynku (1939 z wklęsłym napisem PRÓBA),

jednostronnych odbitek:
- awersu (1923),
- rewersu (1923),

z dodatkowym napisem okolicznościowym:
- 21/V (1925).